# True Lies (serie televisiva)
True Lies è una serie televisiva statunitense, ideata da Matt Nix e basata sull'omonimo film del 1994 di James Cameron. La serie ha debuttato il 1º marzo 2023 su CBS.

## Episodi
| Stagione       | Episodi | Prima TV USA | Prima TV Italia |
| -------------- | ------- | ------------ | --------------- |
| Prima stagione | 13      | 2023         | 2023            |

## Personaggi e interpreti

### Principali
- Harry Tasker, interpretato da Steve Howey, doppiato da Francesco Venditti.
- Helen Tasker, interpretata da Ginger Gonzaga, doppiata da Antilena Nicolizas.
- Luther Tenet, interpretato da Mike O'Gorman, doppiato da Gabriele Marchingiglio.
- Maria Ruiz, interpretata da Erica Hernandez, doppiata da Rossella Acerbo.
- Dana Tasker, interpretata da Annabella Didion, doppiata da Roisin Nicosia.
- Jake Tasker, interpretato da Lucas Jaye, doppiato da Mattia Moresco.
- Albert "Gib" Gibson Jr., interpretato da Omar Benson Miller, doppiato da Gianluca Crisafi.

## Produzione
La serie è stata cancellata dopo una sola stagione a causa di bassi ascolti.

## Promozione
Il primo trailer è stato pubblicato alla fine del 2022.

## Distribuzione
True Lies è stata trasmessa in prima visione assoluta negli Stati Uniti d'America su CBS dal 1º marzo 2023. In lingua italiana, la serie è stata pubblicata in prima visione in Italia sulla piattaforma di video on demand Disney+ dal 26 aprile 2023.

### Edizione italiana
La direzione del doppiaggio è di Francesco Venditti e i dialoghi italiani sono curati da Fiamma Izzo per conto della Pumais Due che si è occupata anche della sonorizzazione.

## Accoglienza

### Critica
Sull'aggregatore di recensioni Rotten Tomatoes la serie riceve il 60% delle recensioni professionali positive, mentre su Metacritic ha un punteggio di 49 su 100 basato su 14 recensioni.